# Mecosaspis severus
Mecosaspis severus är en skalbaggsart som först beskrevs av Thomson 1858.  Mecosaspis severus ingår i släktet Mecosaspis och familjen långhorningar.
Artens utbredningsområde är Gabon. Inga underarter finns listade i Catalogue of Life.